# Hipposideros stenotis
Hipposideros stenotis là một loài dơi trong họ Dơi nếp mũi. Nó là loài bản địa Úc